# Endre Tihanyi
Endre Tihanyi (* 29. Januar 1945 in Budapest; † 15. Dezember 2022 ebenda) war ein ungarischer Turner.

## Leben
Endre Tihanyi nahm an den Olympischen Spielen 1968 in Mexiko-Stadt in allen Turndisziplinen teil. Sein bestes Resultat erzielte er mit Rang 44 im Bodenturnen. Im Mannschaftsmehrkampf belegte er mit dem ungarischen Team den 13. Platz.
Nach seiner Karriere als Turner wurde er Trainer der ungarischen Nationalmannschaft.